# In The Beginning (Odaát)
Az In The Beginning az Odaát című televíziós sorozat negyedik évadjának harmadik epizódja.

## Cselekmény
Mialatt Sam és Ruby az éj leple alatt elmennek autóval valahova, a hotelben alvó Deant ismét felkeresi Castiel, és beszélgetni kezd vele.
Dean néhány pillanattal később a kansasi Lawrence-ben ébred egy padon. A fiú rájön, hogy Castiel a múltba küldte vissza, méghozzá 1973-ba. Dean találkozik akkori apjával, aki éppen udvarol anyjának.
Mikor Dean összeismerkedik John-nal és Mary-vel, az bemutatja őt szüleinek, Samuelnek és Deanne-nek. Kiderül, hogy Mary és családja természetfeletti lényekre vadásznak, így Dean is csatlakozik hozzájuk, noha nem mondja el az igazat magáról, és álnéven mutatkozik be.
Míg a fiú ráveszi Johnt, hogy egy Chevrolet Impalát vegyen magának mikrobusz helyett, a környéken felbukkan a Sárgaszemű démon, és néhány helyi szerint üzleteket köt az emberekkel: teljesíti nekik egy kívánságát, cserébe azonban 10 év múlva kér tőlük valamit.
Dean elmegy Daniel Elkinshez, és elkéri tőle legendás pisztolyát, a Coltot.
A fiú, Mary, és annak apja megpróbálnak lecsapni Azazelre, ám az felülkerekedik rajtuk: Deant és Samuelt ártalmatlanná teszi, Mary-vel pedig közli, hogy elszántsága miatt tetszik neki. Ekkor azonban Dean felszabadul, és a Coltot elővéve elriasztja a démont.
Dean rájön, hogy anyját éppen az imént szemelte ki Azazel, így négyszemközt elmondja Samuelnek, hogy ki is ő valójában. A férfi meglepődik, hogy ő lenne a fiú nagyapja, ám mikor kérése ellenére Dean nem hajlandó neki odaadni a Coltot, felfedi valódi kilétét: ő valóban a Sárgaszemű démon, ugyanis megölte Samuelt, és a testébe bújt.
A démon megtudja az elfogott fiútól, hogy ő fogja megölni, és hogy az ő testvére, Sam lesz egy az általa kiválasztottak közül, ellenben ő is elárul valamit Deannek: azért szemelte ki magának Mary-t, mert a nő bátorsága alapján fia is ilyen elszánt lesz, így alkalmas lesz a Pokol seregének vezetésére. Váratlanul feltűnik Mary anyja, Deanna, és megpróbál végezni a férje bőrébe bújt lénnyel, ám az elmenekül, előtte pedig végez a nővel.
A démon felkeresi az éppen együtt lévő Johnt és Mary-t (éppen, mikor John meg akarja kérni a lány kezét), és végez a fiúval. Hogy előkészítse tervét, alkut ajánl Mary-nek: feltámasztja szerelmét, cserébe a lány 10 év múlva beengedi őt a házába. (Ez lesz az az éjszaka, amikor Winchesterék házát felgyújtja a sárgaszemű.)
Dean még látja, ahogy anyja belemegy az alkuba, ám ekkor ismét a hotelben találja magát, mellette Castiel. Az angyal elmondja neki, hogy semmiképpen nem tudta megakadályozni volna családtagjai halálát, majd közli vele: eljött az idő, hogy Samet meg kell állítani, ugyanis az Azazel terve szerint rossz útra tévedt…

## Természetfeletti lények

### Démonok
A démonokat a folklórban, mitológiában és a vallásban egyaránt olyan természetfeletti lényként, gonosz szellemként írják le, melyeket meg lehet idézni, és irányítani is lehet. Közeledtüket általában elektromos zavarok jelzik, maguk mögött pedig ként hagynak.

### Angyal
Az angyalok Isten katonái, aki időtlen idők óta védelmezik az emberiséget. Eme teremtményeknek hatalmas szárnyaik vannak, emberekkel azonban csak emberi testen keresztül képesek kapcsolatba lépni, ugyanis puszta látványuk nemcsak az emberek, de még a természetfeletti lények szemét is kiégetik, hangjuk pedig fülsiketítő. Isteni képességük folytán halhatatlanok.

## Helyszínek
- 1973. április 30. – május 2. – Lawrence, Kansas

## Zenék
- Ramblin' Man – The Allman Brothers

## Külső hivatkozások
- Supernatural-In The Beginning az Internet Movie Database oldalon (angolul)